# Ängskägelbi
Ängskägelbi (Coelioxys mandibularis) är en biart som beskrevs av Nylander 1848. Ängskägelbi ingår i släktet kägelbin, och familjen buksamlarbin. Inga underarter finns listade i Catalogue of Life.

## Beskrivning
Likt alla kägelbin smalnar honans bakkropp av i en lång spets, medan hanen har flera taggar på bakkroppsspetsen. Huvud och kropp är övervägande svarta. Honan har utskjutande hörn på käkarna, som gör att käkpartiet får en fyrkantig form. Bakkroppen är svartglänsande med vita hårfläckar på första tergiten och vita hårband, ofta avbrutna på mitten, i bakkanterna på tergit 2 till 4. Hanen har dessutom ett diagonalt, tätt och grått hårband på tergit 2. Honan har en kroppslängd på 10 till 11 mm, hanen på 8 till 10 mm.

## Utbredning
Arten förekommer i nästan hela Europa från Brittiska öarna, genom Ryssland och vidare fram till Mongoliet. Den saknas söder om Pyrenéerna, men förekommer även i Turkiet.
I Sverige finns arten från kustområdena i Bohuslän till Öland och eventuellt Gotland. Arten har gått tillbaka; som mest nådde den till Gästrikland i norr. I Finland finns den från Åland och sydkusten norrut till Södra Savolax med en enstaka observation i Mellersta Österbotten. Under 2000-talet har de enda observationerna gjorts i Egentliga Finland, Nyland, Södra Karelen och Södra Savolax, förutom det enstaka fyndet i Mellersta Österbotten.

## Ekologi
Ängskägelbi lever i låglandet och i bergstrakter upp till 2 400 meter över havet. Habitatet varierar mellan skogar, ängar, buskskogar, tundra, sanddyner, halvöknar, klippiga områden och alvarmark. Arten är polylektisk, den flyger till blommande växter från många olika familjer, som ärtväxter (klövrar, kråkvicker och käringtandssläktet), kransblommiga växter (backtimjan), väddar samt korgblommiga växter (klintar och gullris) med flera. Flygtiden omfattar juni till september, i norra delarna av utbredningsområdet juni till augusti. 

### Fortplantning
Arten lever som boparasit i bon av tapetserarbina ärttapetserarbi, rosentapetserarbi, havstapetserarbi, Megachile versicolor och klinttapetserarbi, samt gnagbina Hoplitis papaveris och Hoplitis villosa där honan lägger ägg i larvcellerna, ett i varje. När äggen kläckts dödar larverna värdäggen eller värdlarverna, så de själva kan leva ostört av de insamlade matförråden.

## Status
Lokala populationer hotas av bekämpningsmedel och torka. Hela beståndet anses vara stabil. IUCN listar arten globalt som livskraftig (LC), men den är rödlistad både i Sverige och Finland; nära hotad (NT) i Sverige, sårbar (VU) i Finland.